# Phóng đãng

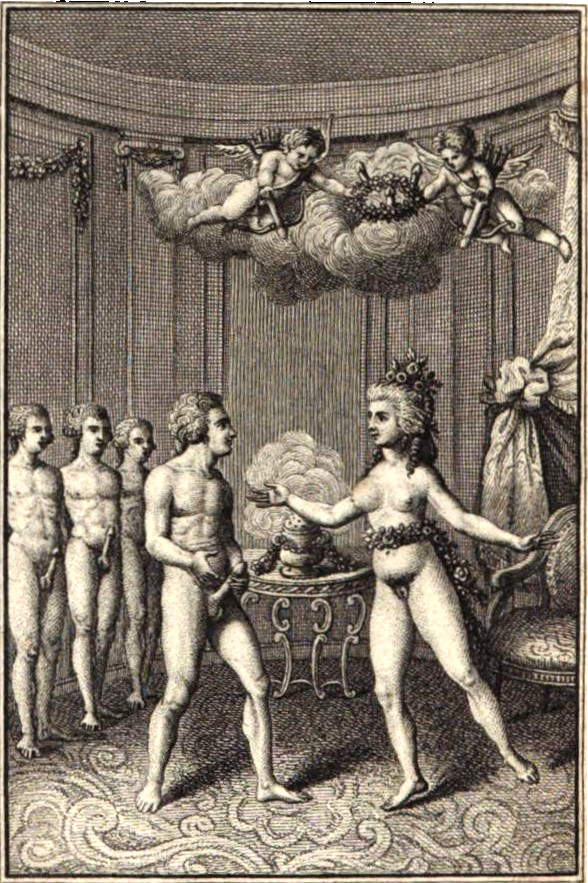
Tranh minh họa về sự phóng đãng, trụy lạc trong giới quý tộc

Phóng đãng (Libertine) chỉ về những người ngang nhiên đặt lại vấn đề và thách thức hầu hết các nguyên tắc đạo đức, luân lý và nề nếp, chẳng hạn như trách nhiệm hoặc sự tiết chế tình dục, và thường tuyên bố những chuẩn mực phép tắc này là bó buộc, không cần thiết, không mong muốn thậm chí là xấu xa. Một người phóng túng đặc biệt là người phớt lờ hoặc thậm chí khinh thường các chuẩn mực đạo đức và hình thức hành vi được xã hội chấp nhận trên bình diện rộng và hành xử theo ý thích mà không cần quan tâm, đếm xỉa đến ai khác, do đó ở chiều ngược lại, quan niệm xã hội về phóng đãng chỉ về sự phóng túng, buông thả, trụy lạc, dâm đãng, lăng loàn, đam mê tửu sắc, không có phép tắc, nề nếp. Các giá trị và thực hành của những người theo lối sống phóng đãng được gọi chung là chủ nghĩa tự do và được mô tả như một hình thức cực đoan của chủ nghĩa khoái lạc hoặc chủ nghĩa tự do. Những người sống buông thả, phóng túng, tự do coi trọng những thú vui thể xác (sắc dục), nghĩa là những thú vui, nhục dục, được chính mình trải nghiệm, nếm trải qua các giác quan.

## Đại cương
Là một triết lý sống và lối sống, chủ nghĩa phóng túng đã thu hút được những người ủng hộ mới vào thế kỷ 17, 18 và 19, đặc biệt là ở Pháp và Vương quốc Anh. Trong số những người này, đáng chú ý có John Wilmot, Bá tước thứ 2 của Rochester và Hầu tước de Sade. Từ libertine (phóng túng) ban đầu được John Calvin đặt ra để mô tả tiêu cực những người phản đối chính sách của ông tại Geneva, Thụy Sĩ. Nhóm này, do Ami Perrin đứng đầu, đã phản đối "lời khẳng định của Calvin rằng kỷ luật của nhà thờ phải được thực thi thống nhất đối với tất cả các thành viên của xã hội Geneva". Ở Anh, một số có quan điểm phóng túng như ngoại tình và gian dâm không phải là tội lỗi, hoặc "bất cứ ai chết trong đức tin sẽ được cứu rỗi bất kể cách sống của họ". Trong thế kỷ 18 và 19, thuật ngữ này thường gắn liền với sự trụy lạc (debauchery). Charles-Maurice de Talleyrand đã viết rằng Joseph Bonaparte "chỉ tìm kiếm thú vui của cuộc sống và sự dễ dàng tiếp cận với trào lưu phóng túng" khi còn cai trị Naples. Đồng tình với sự nhấn mạnh của Calvin về nhu cầu về kỷ cương ở Geneva, Samuel Rutherford (Giáo sư Thần học tại Đại học St. Andrews và là mục sư Cơ đốc giáo ở Scotland vào thế kỷ XVII) đã đưa ra cách giải quyết nghiêm ngặt về "Chủ nghĩa phóng túng" trong tác phẩm tranh luận của ông "Một cuộc tranh luận tự do chống lại sự tự do giả tạo của lương tâm" (1649). Một bài thơ của John Wilmot, Bá tước thứ 2 của Rochester, đề cập đến vấn đề lý trí đúng đắn, và thường được coi là một lời phê phán về chủ nghĩa duy lý.
Phong trào nữ quyền ra đời đấu tranh cho quyền bình đẳng giới, thách thức các định kiến và cấu trúc quyền lực áp bức phụ nữ, các phong trào nữ quyền đã thể hiện một hình thức "nổi loạn" chống lại trật tự xã hội cũ, trong đó có phong trào nữ quyền tình dục. Phụ nữ nổi loạn chính là những người phụ nữ cá tính mạnh, có cái tôi ương bướng dám thách thức, phá vỡ hoặc từ chối tuân theo những chuẩn mực xã hội, nề nếp phép tắc, khuôn mẫu định kiến, hay kỳ vọng truyền thống đặt ra cho giới nữ. Họ không chấp nhận những vai trò giới cứng nhắc, câu nệ, họ có chính kiến mạnh mẽ, tự đưa ra quyết định cho cuộc đời mình mà không bị ảnh hưởng bởi áp lực xã hội hay kỳ vọng của người khác. Họ có thể thể hiện sự nổi loạn thông qua phong cách ăn mặc táo bạo, không theo xu hướng, mái tóc, hình xăm, hay bất kỳ hình thức biểu đạt nào thể hiện cá tính mạnh mẽ và không ngại sự phán xét. Đó là sự khác biệt, lập dị, không theo truyền thống, sự táo bạo, thể hiện cá tính mạnh mẽ và bộc lộ cái tôi ra bên ngoài. Xu hướng thể hiện cá tính và "nổi loạn" ở phụ nữ, đặc biệt trong giới trẻ trong ăn mặc, âm nhạc, lối sống. Việc phụ nữ nhuộm tóc, xăm hình, theo đuổi các phong cách thời trang "bụi bặm", ăn mặc gợi cảm, hở hang, thiếu vải bất chấp dị nghị, điều tiếng, hay lựa chọn lối sống độc thân, không sinh con, tự do tình dục, buông thả, thể hiện tình dục một cách tự do theo bản năng, ham muốn, làm tình theo sở thích bất cần, để giải tỏa thõa mãn, tiệc tùng đàn đúm, hay lui tới quán bar, vũ trường, quan hệ tập thể là sự thừa nhận và phóng chiếu mặt tối nội tâm ra bên ngoài, gắn liền với sự phản kháng, đòi tự do, bình đẳng và quyền được thể hiện bản thân.